# Jacques Harrewyn
Jacques Harrewyn (en néerlandais Jacobus Harrewijn) est un graveur bruxellois né à Amsterdam en octobre 1660 et mort à Bruxelles le 10 juin 1727. Il fut surtout actif à Bruxelles.

## Historique
Dessinateur talentueux, il fut l'élève de Romeyn de Hooghe et se spécialisa notamment dans la gravure de cartes, plans et vues remarquables de Bruxelles et des Pays-Bas espagnols.
Il grava également de nombreux frontispices pour des ouvrages religieux, mais aussi pour des pièces de théâtre, comme les Œuvres de Monsieur Molière (Bruxelles, George de Backer, 1694, 4 vol.) ou les Œuvres de Racine (Bruxelles, George de Backer, 1700, 2 vol.). Il réalisa aussi la plupart des 32 portraits qui illustrent l'ouvrage en 2 tomes Mémoires pour servir à l'Histoire de France (Cologne, chez les Héritiers de Herman Demen, 1719).

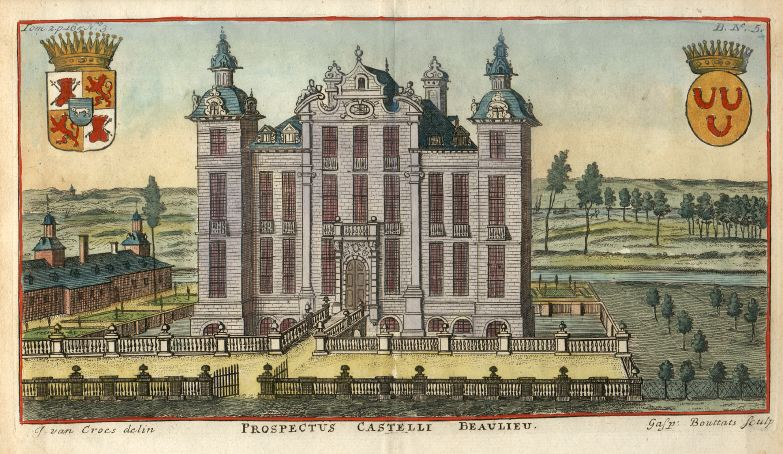
Le château de Beaulieu, résidence de Bombarda
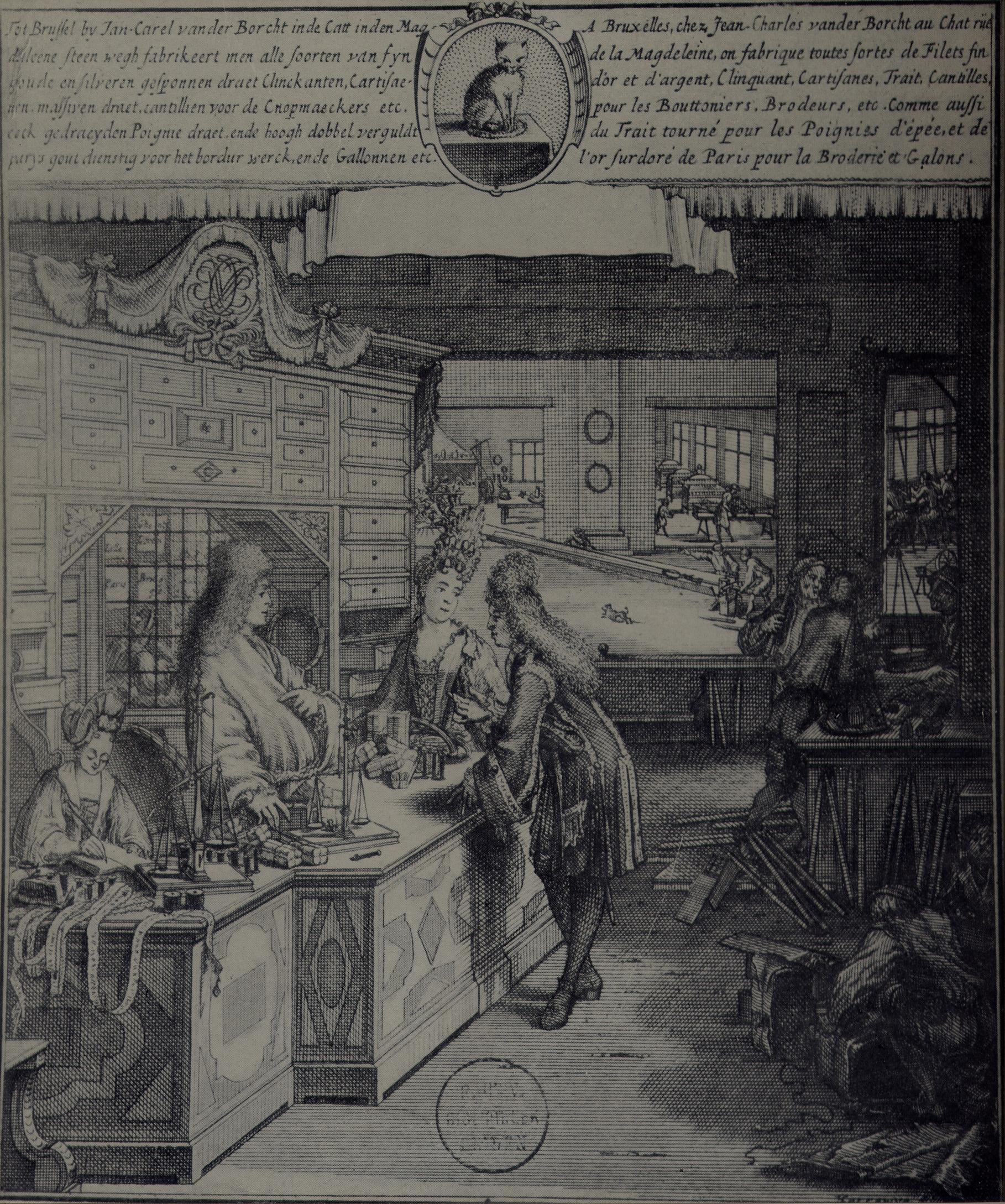
Jean-Charles van der Borcht (1668-1735), conseiller et maître général des monnaies dans sa manufacture de fils d'or et d'argent, Bruxelles, 1694
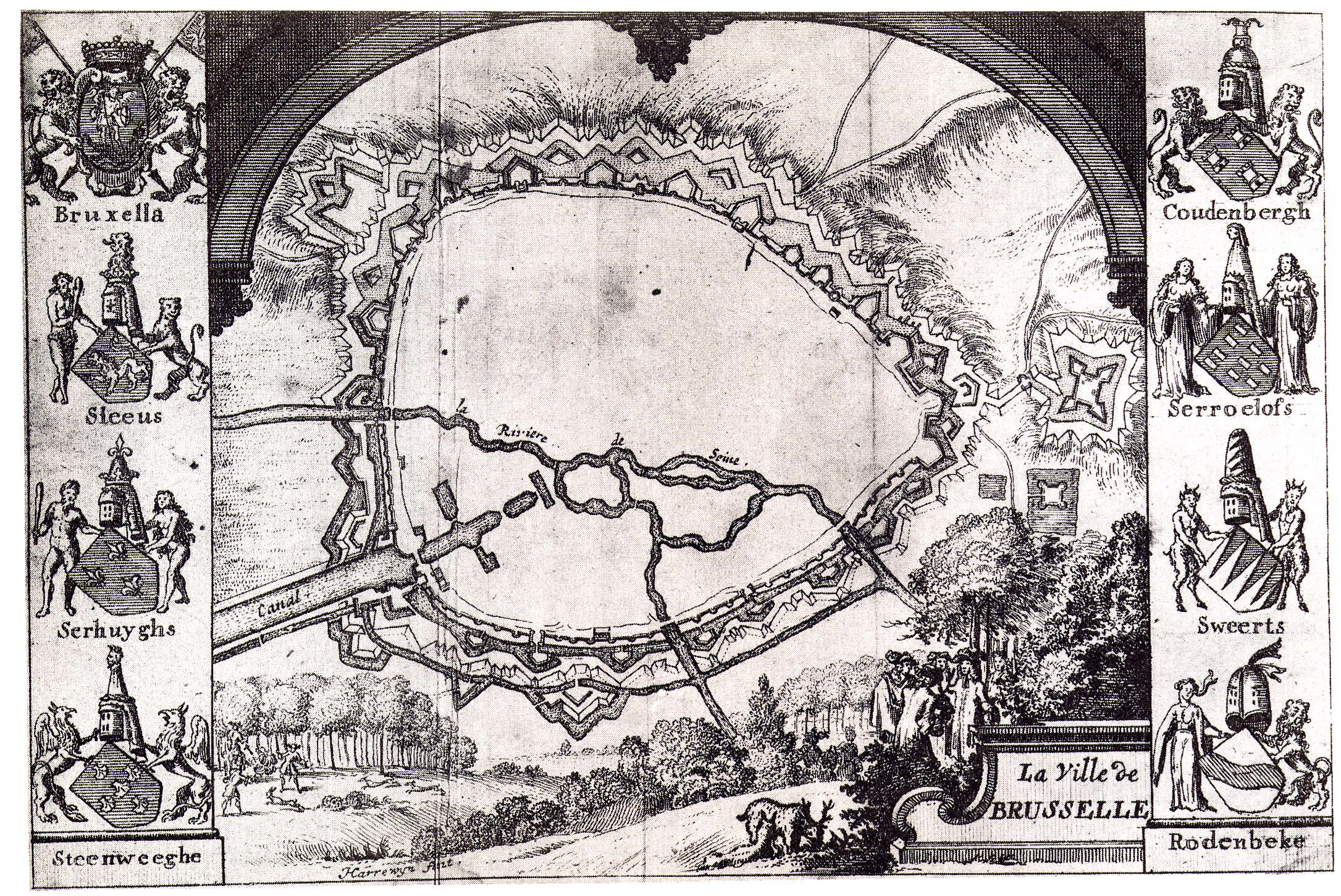
Blasons des Lignages de Bruxelles, 1697.
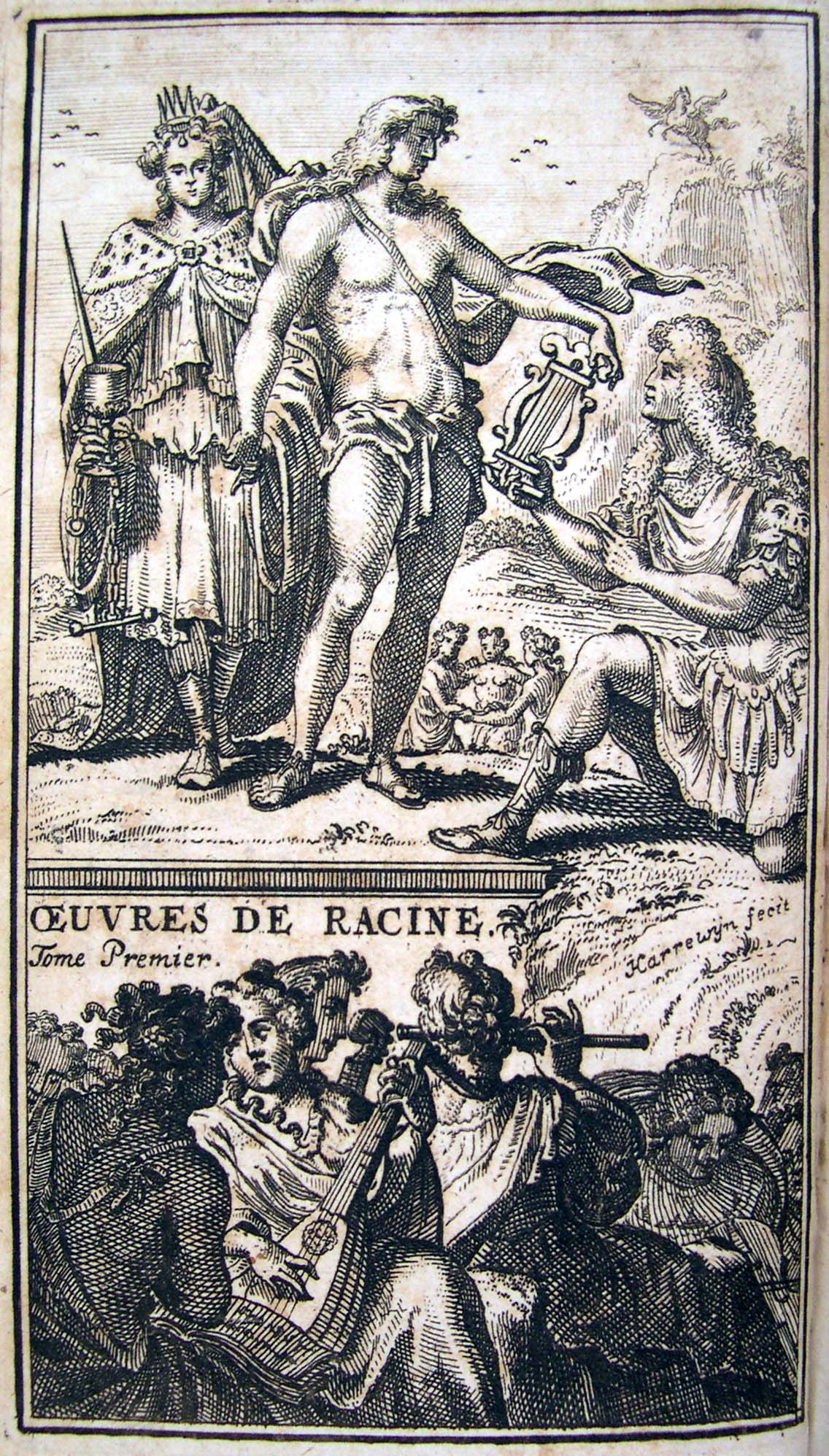
Œuvres de Racine, Bruxelles, 1700.
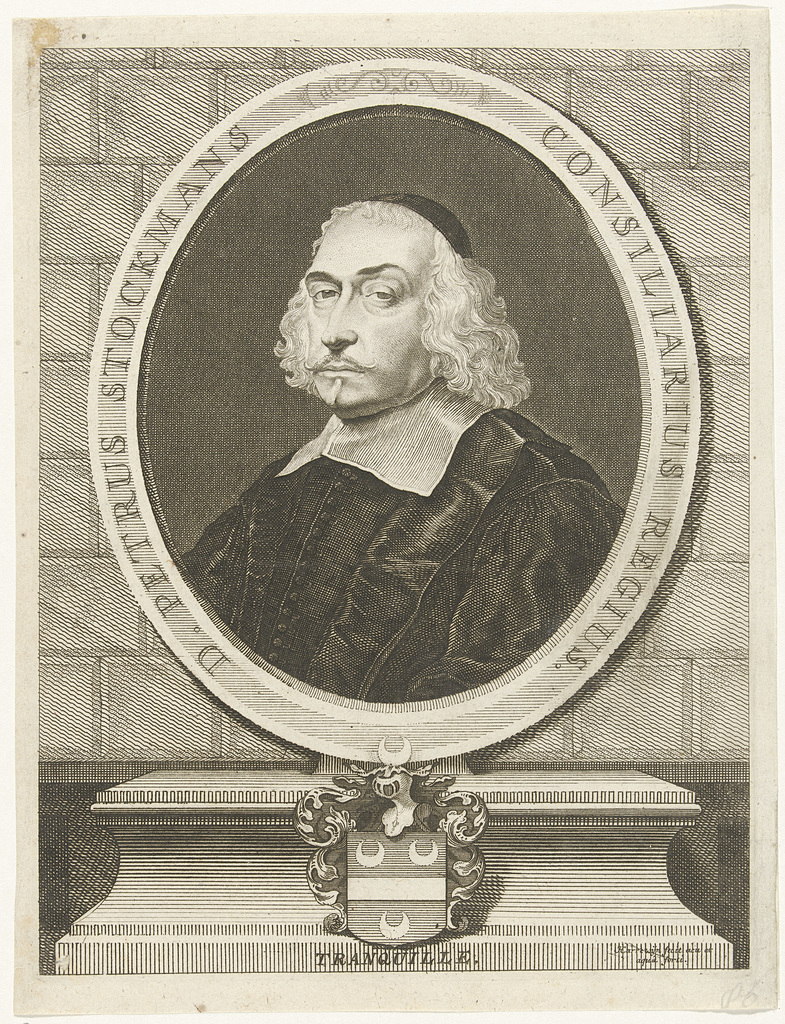
Pierre Stockmans, Conseiller de Brabant.
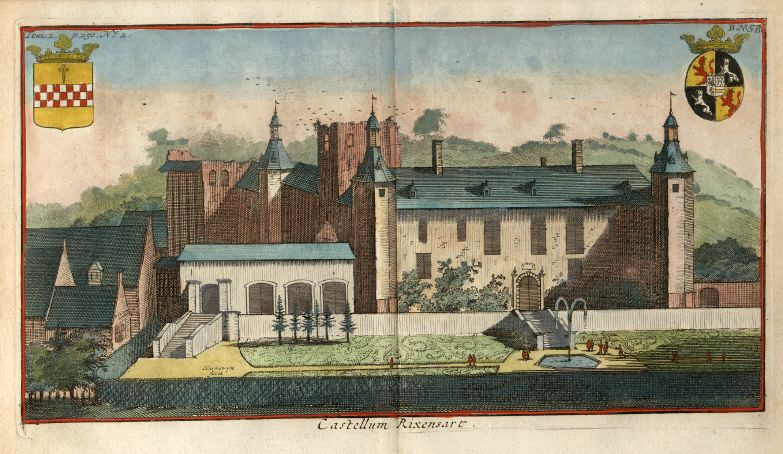
Le château de Rixensart au début du XVIIIe siècle.
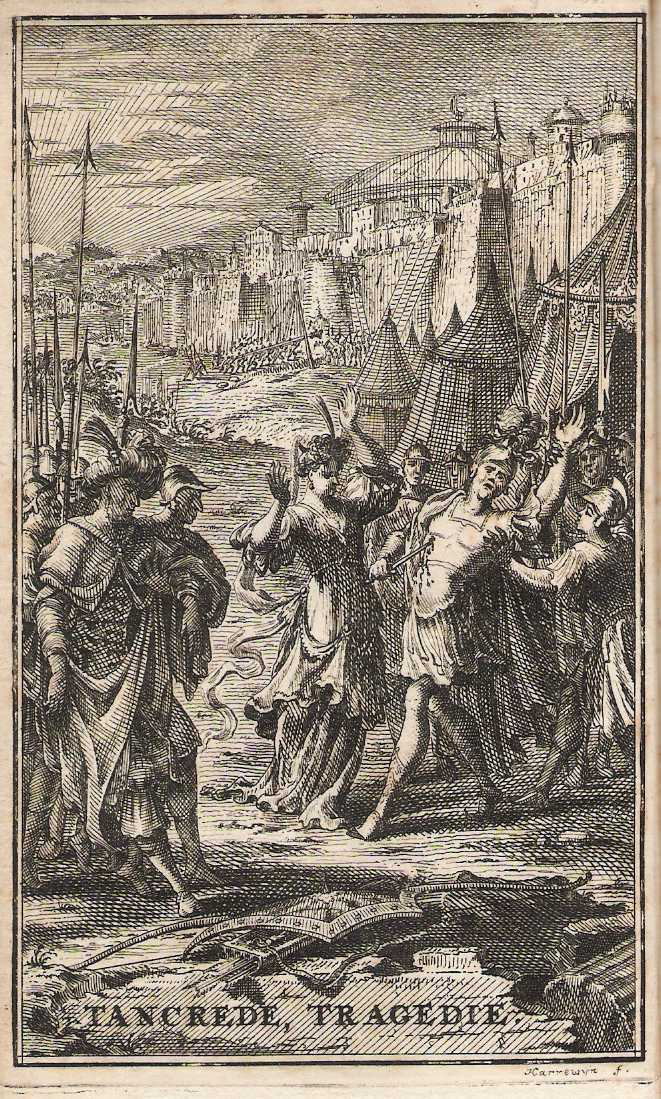
Tancrède, Bruxelles, 1708.
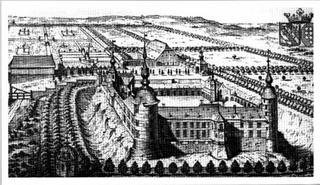
Le château de Trazegnies au milieu du XVIIe siècle.
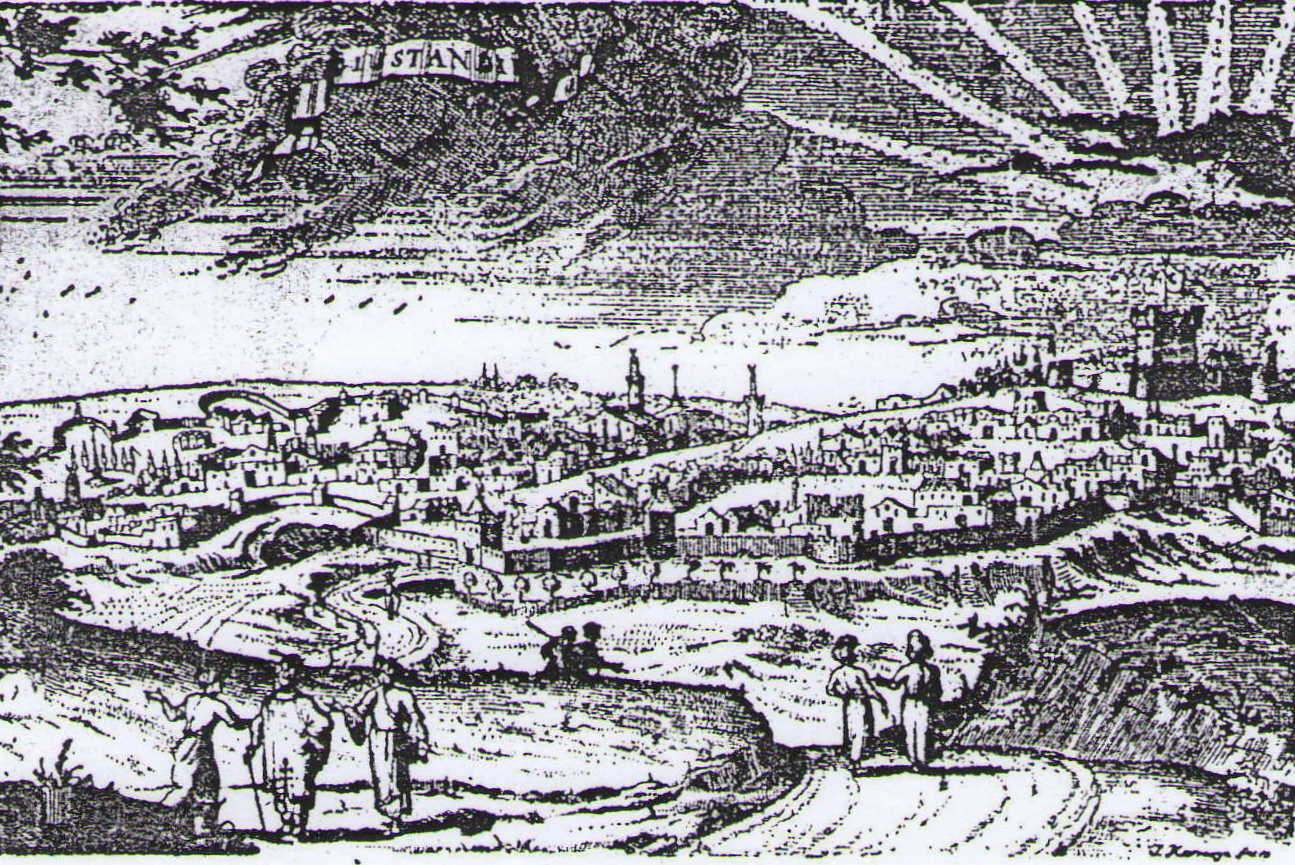
Kyustendil, 1690.
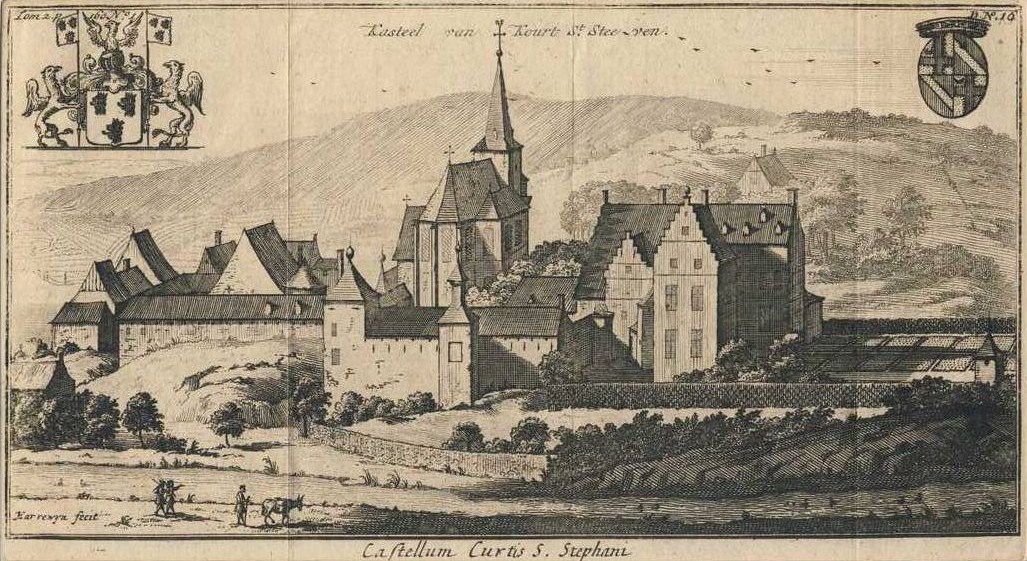
Église et château de Court-Saint-Étienne.
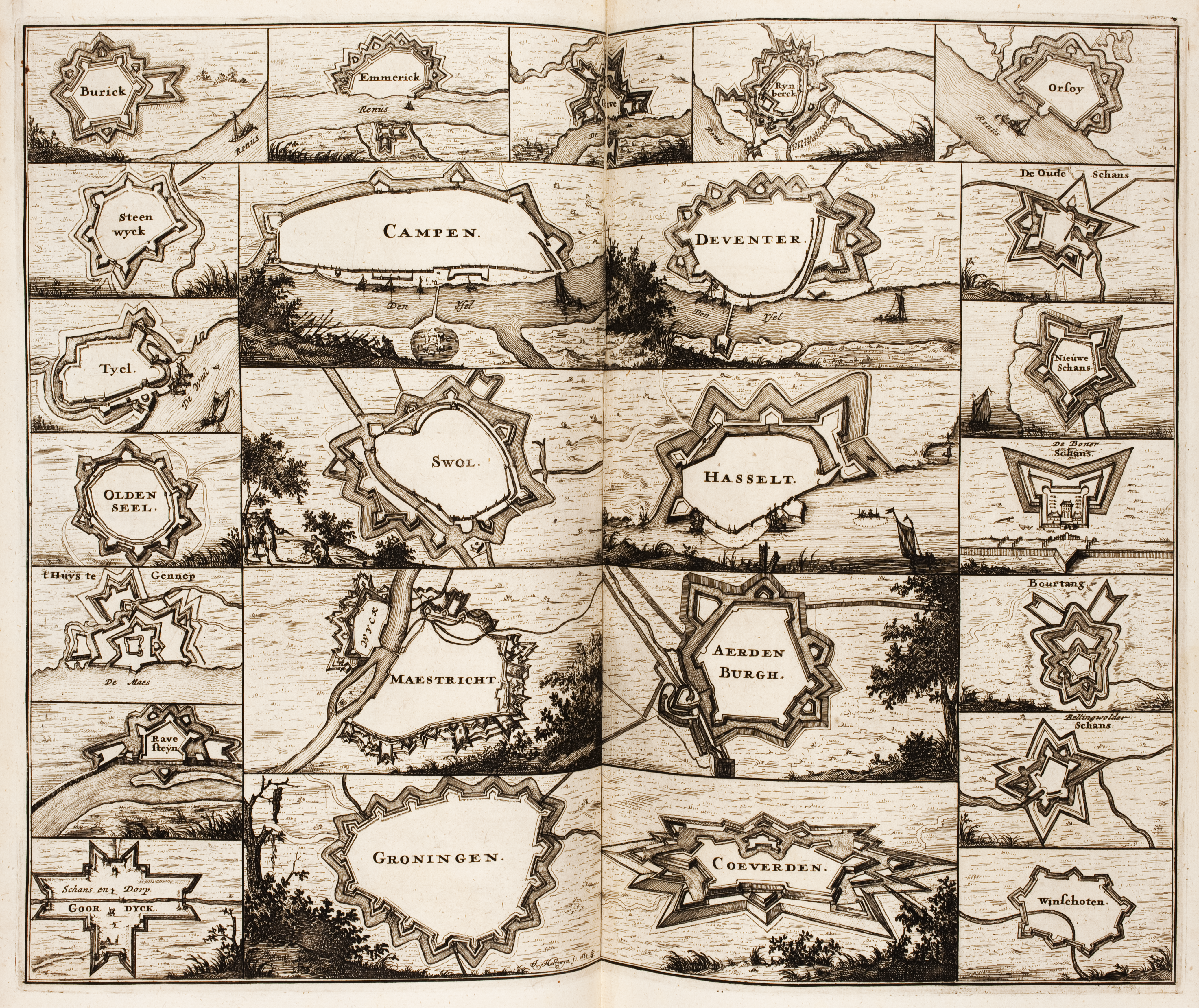
Plans de forteresses aux Pays-Bas, 1684.